# Semestre européen
- Membre de la zone euro (ratifié)
- Membres de la zone euro (non-ratifié)
- Autres (ratifié)
- Autres (non-ratifié)

États signataires du pacte budgétaire européen
Membre de la zone euro (ratifié)
Membres de la zone euro (non-ratifié)
Autres (ratifié)
Autres (non-ratifié)
États membres n'ayant pas signé le Pacte budgétaire

Le semestre européen (ou semestre européen de coordination des politiques économiques) est un système de coordination des politiques économiques et budgétaires des États membres de l'Union européenne, qui s'inscrit dans la gouvernance économique commune de l'UE et vise à synchroniser les politiques nationales en matière de budget, de croissance et d'emploi afin d'en maximiser l’efficacité,.

## Historique
Le principe du semestre européen a été avancé en 2010, en plein cœur de la crise économique mondiale débutée en 2008 et à la veille de la crise des dettes souveraines en Europe. Ces deux événements internationaux ont affecté l'UE et chacun de ses États membres de diverses manières et ont montré la nécessité d'une gouvernance économique et budgétaire plus intégrée et mieux coordonnée, notamment en ce qui concerne les politiques de relance de type keynésienne et les problématiques d'équilibre budgétaire en période de récession économique.
Jusqu'en 2010, les politiques économiques des États membres de l'UE ne tenaient pas compte les unes des autres ; ceux-ci ont donc estimé nécessaire de synchroniser leurs calendriers afin de démultiplier et harmoniser les objectifs des politiques nationales en matière de budget, de croissance et d'emploi, tout en tenant compte des objectifs qu'ils ont fixés au niveau de l'UE. La base juridique de ce processus est le paquet législatif relatif à la gouvernance économique : le « six-pack » ; c'est-à-dire un ensemble de six actes législatifs (cinq règlements et une directive) qui ont réformé le pacte de stabilité et de croissance. Le premier cycle du semestre européen s'est déroulé en 2011.

## Objectifs
L'objectif principal pour les instances européennes est de tendre vers une Union économique et monétaire (UEM) plus approfondie et plus intégrée, capable de mieux résister aux chocs économiques internationaux, développer une économie prospère à long terme (objectifs repris dans la stratégie Europe 2020) et maitriser au mieux les finances publiques de l'ensemble des États membres.
Les objectifs fixés par le Conseil européen sont les suivants :
- Contribuer à garantir convergence et stabilité dans l'UE.
- Contribuer à garantir la solidité des finances publiques.
- Favoriser la croissance économique.
- Prévenir les déséquilibres macroéconomiques excessifs dans l'UE.
- Mettre en œuvre la stratégie Europe 2020, pour la croissance (économie intelligente, durable et inclusive)[3].

## Fonctionnement
Le Semestre européen s'articule autour de trois axes de coordination des politiques économiques et budgétaires des États membres :
- Les réformes structurelles portant sur la croissance et l'emploi (stratégie Europe 2020[3]).
- Les politiques budgétaires, dans le but d'assurer la viabilité des finances publiques (pacte de stabilité et de croissance[4]).
- La prévention des déséquilibres macroéconomiques excessifs par des ajustements de compétitivité[5].

Des recommandations sont élaborées par la Commission européenne pour chaque État membre afin de donner des lignes directrices aux gouvernements et parlements nationaux.
La Commission émet ces recommandations en mai, après avoir terminé l'évaluation des programmes d'action des États membres, c'est‑à‑dire des programmes nationaux de réforme et des programmes de stabilité ou de convergence.
Dans le volet correctif, des sanctions financières progressives ont été introduites, principalement pour les États membres de la zone euro, qui peuvent représenter jusqu'à 0,5 % du PIB et sont applicables automatiquement, sauf si le Conseil s'y oppose par un vote à la majorité qualifiée inversée. La procédure concernant les déficits excessifs est maintenant déclenchable si le ratio d'endettement dépasse la limite de 60 % du PIB (fixée par les critères de convergence) ou s'il ne diminue pas à un « rythme satisfaisant ».

### Calendrier
| Novembre N-1 | Examen annuel de la croissance : priorités économiques générales de l'UE pour l'année suivante. Rapport sur le mécanisme d'alerte : recense les États membres qui risquent d'enregistrer des déséquilibres économiques et/ou budgétaires.                                               |
| Février      | Débat de l'examen annuel de la croissance par les divers Conseils du Parlement européen. Publication par la Commission des prévisions économiques d'hiver. |
| Mars         | Adoption par le Conseil européen des priorités économiques pour l'UE en se fondant sur l'examen annuel de la croissance en N-1. |
| Avril        | Présentation par les États membres leurs programmes de stabilité ou de convergence et leurs programmes nationaux de réforme, qui doivent être conformes à l'examen annuel de la croissance. Vérification par Eurostat des chiffres budgétaires de l'année précédente des États membres. |
| Mai          | Recommandations de la Commission par pays basées sur les priorités définies pour l'UE ainsi que sur les programmes de réforme et les plans budgétaires nationaux. Publication par la Commission des prévisions économiques de printemps.                                                |
| Juin         | Le Conseil européen entérine les recommandations par pays, qui font ensuite l'objet d'un débat au sein du Conseil entre les ministres de l'UE concernés (emploi, économie et finances, compétitivité).                                                                                  |
| Juillet      | Adoption des recommandations par les ministres européens des finances, conjointement avec le conseil ECOFIN. |

### Recommandations
La Commission européenne a pour rôle de formuler des recommandations en mai de chaque année ; celles-ci sont approuvées par le Conseil européen en juin et adoptées par le Conseil de l'UE en juillet. Il est important de souligner qu'il s'agit de recommandations et non d'obligations. En d'autres termes, seul le résultat compte et non les moyens d'y parvenir.
Les recommandations de la Commission portent sur les programmes nationaux de réforme soumis par les États membres en début d'année (état des finances publiques, réforme des systèmes de retraite, enjeux de l'éducation et de l'innovation, mesures de création d'emplois et de lutte contre le chômage, etc.) et sur la vision de la Commission des priorités des politiques économiques de l'ensemble des États membres. Elles sont assorties d'avis du Conseil, notamment en ce qui concerne la stabilité de l'ensemble de l'UE et la convergence des situations économiques et sociales des 28 ; c'est le Conseil ECOFIN qui réalise cette tâche.

### Suivi
Un examen annuel de la croissance est réalisé par la Commission et prend en compte les progrès réalisés dans divers domaines par rapport aux objectifs fixés dans la stratégie Europe 2020 (emploi, éducation, inclusion sociale, innovation, climat et consommation d'énergie). Cet examen est accompagné de trois rapports au niveau européen (macroéconomique, situation de l'emploi et intégration du marché unique).
Des bilans approfondis spécifiques aux États en situation de difficulté permettent de déterminer la nature et l'ampleur des déséquilibres, la Commission peut alors faire des recommandations au Conseil et aux États membres concernés afin d'y remédier. En cas de déséquilibre excessif, la Commission peut faire une recommandation au Conseil afin que le pays concerné fasse l'objet d'un accompagnement et d'un suivi particulier au vu de sa situation et des déséquilibres macroéconomiques qu'il doit gérer ; le volet correctif du six-pack a pour but de veiller à ce que les pays de l'UE adoptent des mesures correctives si leur déficit budgétaire national ou le niveau de leur dette publique dépasse les valeurs de référence prévues dans le TUE, à savoir respectivement 3 % et 60 % du PIB.
En 2016, il n'y a pas de recommandations pour la Grèce dont la politique économique fait l'objet d'une aide financière associée à un programme d'ajustement macroéconomique spécifique.

## Compléments